# Trichalcidion
Trichalcidion is een kevergeslacht uit de familie van de boktorren (Cerambycidae). De wetenschappelijke naam van het geslacht werd voor het eerst geldig gepubliceerd in 1981 door Monné & Delfino.

## Soorten
Trichalcidion is monotypisch en omvat slechts de volgende soort:
- Trichalcidion penicillum Monné & Delfino, 1981